# Рецепторы VEGF

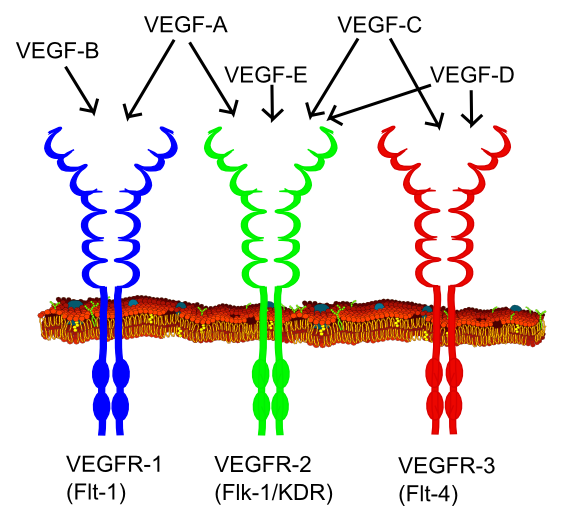
Лиганды различных классов VEGF-рецепторов.

Рецептор VEGF — рецептор с тирозинкиназной активностью, активируемый сигнальным белком VEGF (англ. Vascular endothelial growth factor). Известно три типа рецепторов, которые нумеруются как 1, 2 и 3. В зависимости от альтернативного сплайсинга, они бывают мембраносвязанные и растворимые.

## Работа рецептора
Все члены семейства белков VEGF стимулируют клеточный отклик, связываясь с рецепторными тирозинкиназами на поверхности клетки; активизация данных белков происходит путём их трансфосфорилирования. Все VEGF-рецепторы имеют внеклеточную часть, состоящую из 7 иммуноглобулин-подобных областей, один трансмембранный участок и внутриклеточную часть, содержащую тирозинкиназный домен.
Белок VEGF-A связывается с рецепторами VEGFR-1 (Flt-1) и VEGFR-2 (KDR/Flk-1); при этом рецептор VEGFR-2 выступает как посредник почти во всех известных реакциях клетки на VEGF. Функции рецептора VEGFR-1 определены менее чётко (хотя полагают, что он модулирует сигналы VEGFR-2). Ещё одна функция VEGFR−1 заключается в том, что он может выступать как «пустой» рецептор, изолируя белок VEGF от рецептора VEGFR-2 (что представляется особенно важным при ангиогенезе во время развития зародыша).

## Распределение рецепторов
Три типа рецепторов выполняют одну и ту же функцию, но продуцируются в разный клетках. VEGFR1 и VEGFR2 экспрессируются исключительно в эндотелиальных клетках, а VEGFR2 также в их предшественниках, а затем в большинстве капилляров развивающихся органов на ранних стадиях эмбриогенеза. VEGFR3 также экспрессируется эндотелиальными клетками ранних эмбрионов, но в основном он ограничен венозным и лимфатическим эндотелием на поздних стадиях развития.